# Selectie XI
Selectie XI was de verzamelnaam voor speciale voetbalteams die grote steden, waar meerdere goede voetbalclubs in de hoogste klasse uitkwamen, vertegenwoordigden. De teams werden samengesteld uit de spelers van de diverse clubs. Deze teams waren actief halverwege de jaren vijftig tot begin jaren zestig van de 20e eeuw. Ze kwamen uit in de internationale Europese voetbalwedstrijden om de Jaarbeursstedenbeker. In deze competitie, de voorloper van de huidige UEFA-Cup, mocht slechts één team uit elke stad meedoen. Vandaar dat er uit de verschillende clubs uit die stad een team moest worden samengesteld.
Tijdens de eerste Jaarbeursstedenbeker schreven acht samengestelde teams zich in. De teams uit Wenen en Keulen trokken zich voor de start terug. Alle teams werden in de eerste ronde uitgeschakeld, behalve het team uit Londen (Londen XI). Dat haalde zelfs de finale waarin het verloor van CF Barcelona.
Voor de tweede editie schreven zich acht samengestelde teams in. Londen besloot om niet opnieuw een team te sturen maar vaardigde gewoon Chelsea FC af. Enkel de twee teams uit Joegoslavië bereikten de tweede ronde. Belgrado haalde de halve finale.
Bij de derde editie schreven zich nog maar vijf gecombineerde teams in. Enkel Belgrado en Keulen overleefden de eerste ronde en werden in de kwartfinale geëlimineerd.
Voor de vierde editie schreven zich opnieuw vijf teams is. Keulen en Belgrado stuurden nu 1. FC Köln en Rode Ster Belgrado in plaats van een selectie. Enkel Bazel en Leipzig bleven een samengesteld team sturen. Er waren ook twee nieuwe teams, uit West-Berlijn en Odense dat zich voor de gelegenheid Staevnet XI noemde.
Bij de vijfde editie schreven zich weer vijf teams in, zoals elk jaar Bazel en Leipzig, Odense was er ook weer bij, Kopenhagen maakte zijn rentree en gebruikte ook de naam Staevnet en voor het eerst stuurde ook Utrecht een selectie van de beste spelers. Enkel Leipzig en Utrecht bereikten de tweede ronde. De selectie van Utrecht bestond uit spelers van DOS, Velox en Elinkwijk.
Bij de zesde editie schoot enkel nog de selectie uit Kopenhagen over, het was tevens de laatste keer dat een stad een selectie van de beste spelers stuurde.
Vanwege de uitgestrektheid van het land, werden er in Nederlands-Indië ook selecties XI samengesteld voor de stedenwedstrijden van de NIVB, waarin er jaarlijks tussen 1914 en 1950 werd gevoetbald om het voetbalkampioenschap van Nederlands-Indië. Het combinatieteam Batavia XI was met zeventien landstitels het succesvolst.

## Wedstrijden
- Groep = groepsfase
- 1R = eerste ronde
- 1/8 = 1/8ste finale
- 1/4 = kwartfinale
- 1/2 = halve finale
- F = finale

### Belgrado XI
| Seizoen | Competitie           | Ronde | Land                                         | Club            | Score         |
| ------- | -------------------- | ----- | -------------------------------------------- | --------------- | ------------- |
| 1958/60 | Jaarbeursstedenbeker | 1/8   | Vlag van Zwitserland                         | Lausanne Sports | 6-1, 5-3      |
|         |                      | 1/4   | Vlag van Engeland                            | Chelsea FC      | 0-1, 4-1      |
|         |                      | 1/2   | Vlag van Spanje (11 okt. 1945- 20 jan. 1977) | FC Barcelona    | 1-1, 1-3      |
| 1960/61 | Jaarbeursstedenbeker | 1/8   | Vlag van Frankrijk                           | Olympique Lyon  | 3-1, 1-2      |
|         |                      | 1/4   | Vlag van Duitse Democratische Republiek      | Leipzig XI      | 2-5, 4-1, 2-0 |

Zie ook Deelnemers UEFA-toernooien Joegoslavië

### Basel XI
| Seizoen | Competitie           | Ronde | Land                                         | Club               | Score    |
| ------- | -------------------- | ----- | -------------------------------------------- | ------------------ | -------- |
| 1955/58 | Jaarbeursstedenbeker | Groep | Vlag van Engeland                            | Londen XI          | 0-5, 0-1 |
|         |                      | Groep | Vlag van Duitsland                           | Frankfurt XI       | 1-5, 6-2 |
| 1958/60 | Jaarbeursstedenbeker | 1/8   | Vlag van Spanje (11 okt. 1945- 20 jan. 1977) | FC Barcelona       | 1-2, 2-5 |
| 1960/61 | Jaarbeursstedenbeker | 1/8   | Vlag van Denemarken                          | KB Kopenhagen      | 1-8, 3-3 |
| 1961/62 | Jaarbeursstedenbeker | 1R    | Vlag van Joegoslavië                         | Rode Ster Belgrado | 1-1, 1-4 |
| 1962/63 | Jaarbeursstedenbeker | 1R    | Vlag van Duitsland                           | Bayern München     | 0-3, w/o |

Zie ook: Deelnemers UEFA-toernooien Zwitserland

### Frankfurt XI
| Seizoen | Competitie           | Ronde | Land                 | Club      | Score    |
| ------- | -------------------- | ----- | -------------------- | --------- | -------- |
| 1955/58 | Jaarbeursstedenbeker | Groep | Vlag van Engeland    | Londen XI | 2-3, 1-0 |
|         |                      | Groep | Vlag van Zwitserland | Basel XI  | 5-1, 2-6 |

Zie ook: Deelnemers UEFA-toernooien Duitsland

### Keulen XI
Tijdens de eerste JB trok de selectie zich terug.
| Seizoen | Competitie           | Ronde | Land               | Club            | Score         |
| ------- | -------------------- | ----- | ------------------ | --------------- | ------------- |
| 1958/60 | Jaarbeursstedenbeker | 1/8   | Vlag van Engeland  | Birmingham City | 2-2, 0-2      |
| 1960/61 | Jaarbeursstedenbeker | 1/8   | Vlag van Frankrijk | Olympique Lyon  | 3-1, 1-2      |
|         |                      | 1/4   | Vlag van Italië    | AS Roma         | 0-2, 2-0, 1-4 |

Zie ook: Deelnemers UEFA-toernooien Duitsland

### Kopenhagen XI/Staevnet XI
| Seizoen | Competitie           | Ronde | Land                                         | Club         | Score    |
| ------- | -------------------- | ----- | -------------------------------------------- | ------------ | -------- |
| 1955/58 | Jaarbeursstedenbeker | Groep | Vlag van Spanje (11 okt. 1945- 20 jan. 1977) | FC Barcelona | 2-6, 1-1 |
| 1958/60 | Jaarbeursstedenbeker | 1/8   | Vlag van Engeland                            | Chelsea FC   | 1-3, 1-4 |
| 1962/63 | Jaarbeursstedenbeker | 1R    | Vlag van Schotland                           | Hibernian FC | 0-4, 2-3 |
| 1963/64 | Jaarbeursstedenbeker | 1R    | Vlag van Engeland                            | Arsenal FC   | 1-7, 3-2 |

Zie ook: Deelnemers UEFA-toernooien Denemarken

### Leipzig XI
| Seizoen | Competitie           | Ronde | Land                          | Club                | Score         |
| ------- | -------------------- | ----- | ----------------------------- | ------------------- | ------------- |
| 1955/58 | Jaarbeursstedenbeker | Groep | Vlag van Zwitserland          | Lausanne Sports     | 6-3, 3-7      |
| 1958/60 | Jaarbeursstedenbeker | 1/8   | Vlag van België               | Union St.-Gillis    | 1-6, 1-0      |
| 1960/61 | Jaarbeursstedenbeker | 1/8   | Vlag van Joegoslavië          | Belgrado XI         | 5-2, 1-4, 0-2 |
| 1961/62 | Jaarbeursstedenbeker | 1R    | Vlag van Tsjechië             | TJ Spartak ZJŠ Brno | 2-2, 4-1      |
|         |                      | 1/8   | Vlag van Hongarije            | MTK Boedapest       | 0-3, 3-0, 0-2 |
| 1962/63 | Jaarbeursstedenbeker | 1R    | Vlag van Joegoslavië          | Vojvodina Novi Sad  | 0-1, 2-0      |
|         |                      | 1/8   | Vlag van Roemenië (1952-1965) | Petrolul Ploiesti   | 0-1, 1-0, 0-1 |

Zie ook Deelnemers UEFA-toernooien Oost-Duitsland

### Londen XI
| Seizoen | Competitie           | Ronde | Land                                         | Club            | Score    |
| ------- | -------------------- | ----- | -------------------------------------------- | --------------- | -------- |
| 1955/58 | Jaarbeursstedenbeker | Groep | Vlag van Zwitserland                         | Basel XI        | 5-0, 1-0 |
|         |                      | Groep | Vlag van Duitsland                           | Frankfurt XI    | 3-2, 0-1 |
|         |                      | 1/2   | Vlag van Zwitserland                         | Lausanne Sports | 1-2, 2-0 |
|         |                      | F     | Vlag van Spanje (11 okt. 1945- 20 jan. 1977) | FC Barcelona    | 2-2, 0-6 |

Zie ook: Deelnemers UEFA-toernooien Engeland

### Novi Sad XI
| Seizoen | Competitie           | Ronde | Land                 | Club             | Score    |
| ------- | -------------------- | ----- | -------------------- | ---------------- | -------- |
| 1961/62 | Jaarbeursstedenbeker | 1R    | Vlag van Italië      | AC Milan         | 0-0, 2-0 |
|         |                      | 1/8   | Vlag van Griekenland | Iraklis Saloniki | 1-2, 9-1 |
|         |                      | 1/4   | Vlag van Hongarije   | MTK Boedapest    | 1-4, 1-2 |

Zie ook Deelnemers UEFA-toernooien Joegoslavië

### Staevnet XI Odense
| Seizoen | Competitie           | Ronde | Land                 | Club          | Score    |
| ------- | -------------------- | ----- | -------------------- | ------------- | -------- |
| 1961/62 | Jaarbeursstedenbeker | 1R    | Vlag van Joegoslavië | Dinamo Zagreb | 2-7, 2-2 |
| 1962/63 | Jaarbeursstedenbeker | 1R    | Vlag van Ierland     | Drumcondra FC | 1-4, 4-2 |

Zie ook: Deelnemers UEFA-toernooien Denemarken

### Utrecht XI
| Seizoen | Competitie           | Ronde | Land               | Club            | Score    |
| ------- | -------------------- | ----- | ------------------ | --------------- | -------- |
| 1962/63 | Jaarbeursstedenbeker | 1R    | Vlag van Duitsland | Tasmania Berlin | 3-2, 2-1 |
|         |                      | 1/8   | Vlag van Schotland | Hibernian FC    | 0-1, 1-2 |

Zie ook: Deelnemers UEFA-toernooien Nederland

### West-Berlijn XI
| Seizoen | Competitie           | Ronde | Land                                         | Club         | Score    |
| ------- | -------------------- | ----- | -------------------------------------------- | ------------ | -------- |
| 1961/62 | Jaarbeursstedenbeker | 1R    | Vlag van Spanje (11 okt. 1945- 20 jan. 1977) | FC Barcelona | 1-0, 0-3 |

Zie ook: Deelnemers UEFA-toernooien Duitsland

### Zagreb XI
| Seizoen | Competitie           | Ronde | Land                                         | Club            | Score    |
| ------- | -------------------- | ----- | -------------------------------------------- | --------------- | -------- |
| 1955/58 | Jaarbeursstedenbeker | Groep | Vlag van Engeland                            | Birmingham City | 0-1, 0-3 |
|         |                      | Groep | Vlag van Italië                              | Internazionale  | 0-1, 0-4 |
| 1958/60 | Jaarbeursstedenbeker | 1/8   | Vlag van Hongarije                           | Újpest Dósza SC | 4-2, 0-1 |
|         |                      | 1/4   | Vlag van Engeland                            | Birmingham City | 0-1, 3-3 |
| 1960/61 | Jaarbeursstedenbeker | 1/8   | Vlag van Spanje (11 okt. 1945- 20 jan. 1977) | FC Barcelona    | 1-1, 3-4 |

Zie ook Deelnemers UEFA-toernooien Joegoslavië